# Język istriocki
Język istriocki  – etnolekt z gałęzi zachodniej grupy języków romańskich, którym posługuje się nie więcej niż 1 tys. osób w sześciu miastach w Chorwacji na półwyspie Istria, z których największe to Rovinj (wł. Rovigno) oraz Vodnjan (wł. Dignano). Ze względu na znikomą liczbę posługujących się nim osób, zagrożony jest zaniknięciem.
Co do pochodzenia języka istriockiego i jego szczegółowej klasyfikacji istnieją różne teorie wśród językoznawców. Niektórzy uważają go za bliskiego krewnego lub wręcz dialekt języka włoskiego. Inni sądzą, że istriocki przypomina bardziej język friulski oraz wymarły już dalmatyński, a zapożyczenia z włoskiego są wtórne i wynikają z długotrwałego wpływu tego języka na istriocki. Język ten bywa mylony czasem z językiem istrorumuńskim, również występującym na półwyspie Istria. Istrorumuński zaliczany jest jednak do podgrupy wschodnioromańskiej języków romańskich i języki te różnią się w większym stopniu niż języki z danej podgrupy.
Język istriocki jest niezwykle rzadko używany przez młodsze pokolenia, co zapowiada jego rychłe wymarcie. Istnieje jednak jeszcze grupa poetów tworzących w swoich rodzimych istriockich dialektach.